# Richard Arkwright
Richard Arkwright (Preston, 23 dicembre 1732 – Cromford, 3 agosto 1792) è stato un ingegnere e imprenditore inglese.
Barbiere semianalfabeta ma geniale esperto di meccanica, a lui si deve il brevetto del primo telaio idraulico (1769), anche se l'invenzione venne contestata da un conterraneo, James Hargreaves, inventore a sua volta di un filatoio multiplo (1770). Arkwright ebbe la meglio, fu nominato baronetto e accumulò la più ingente fortuna mai realizzata partendo dal nulla: quasi due milioni di sterline dell'epoca.

## Biografia
Richard Arkwright, il più giovane di tredici figli, nacque nel 1732 a Preston, nel Lancashire, in Inghilterra. Suo padre Thomas era un sarto di Preston e non potendo permettersi di mandare il figlio a scuola si organizzarono perché potesse imparare a leggere e scrivere presso un cugino di nome Ellen. Richard fu poi apprendista presso Mr. Nicholson, un barbiere nella zona di Kirkham e così iniziò la sua vita lavorativa come barbiere e creatore di parrucche, riuscendo già nel 1750 ad aprire un proprio negozio in Churchgate a Bolton. Fu qui che inventò un colorante impermeabile da usarsi sulle parrucche, in gran voga nella moda del periodo: grazie a questo reddito poté poi facilitare i finanziamenti per i suoi prototipi di macchinari per il cotone.

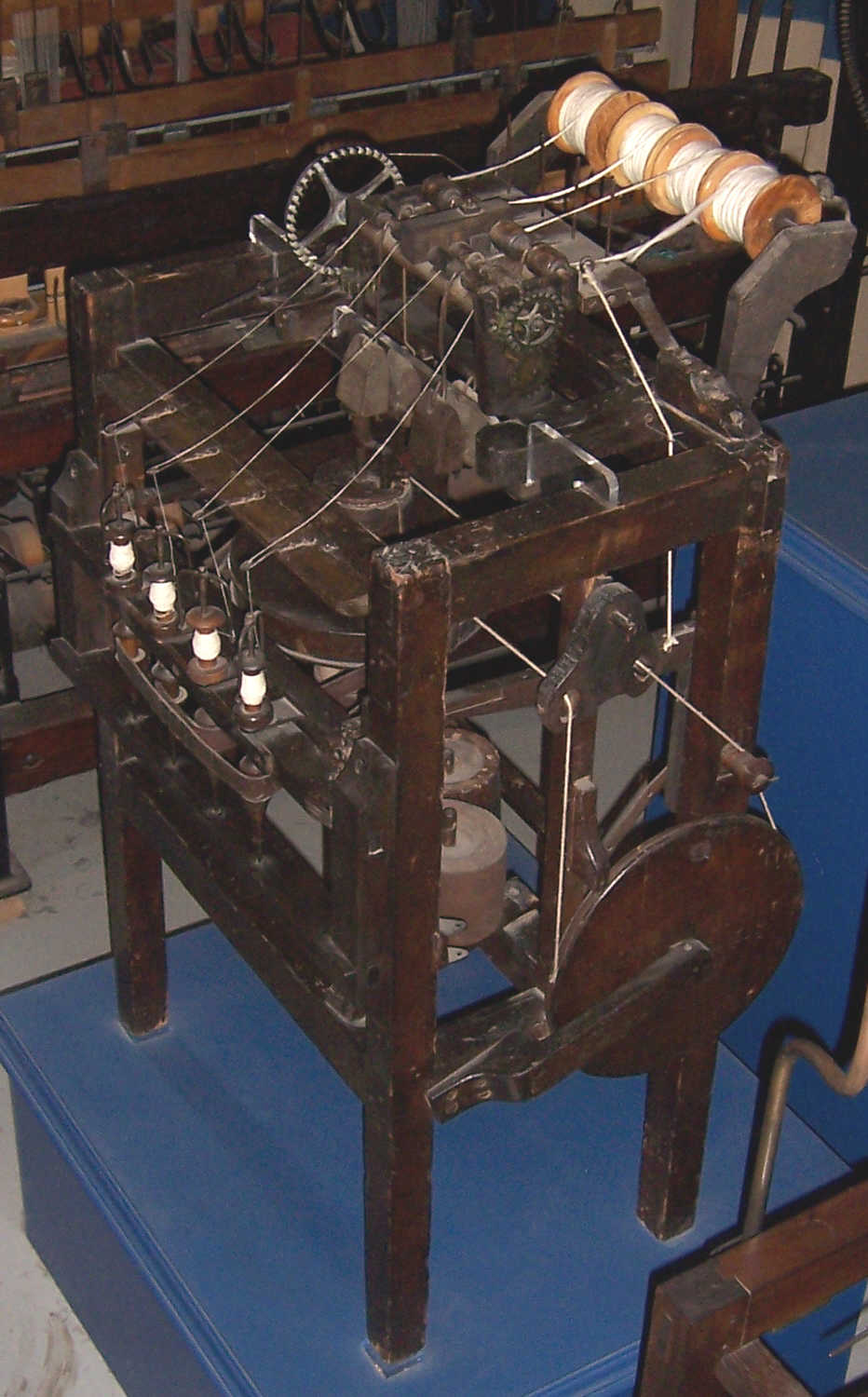
Un Filatoio ad acqua di Arkwright del 1775.

Arkwright sposò la sua prima moglie, Patience Holt, nel 1755. Ebbero un figlio, Richard Arkwright Junior, che nacque lo stesso anno. Nel 1756, Patience morì per cause non specificate ed Arkwright in seguito sposò Margaret Biggins, nel 1761. Da lei ebbe tre figli, di cui solo Susann sopravvisse fino all'età adulta. Fu solo dopo la morte della prima moglie che divenne un imprenditore.
Per proprio interesse personale Arkwright si interessò ai macchinari che filavano e cardavano, necessari a trasformare in filo il cotone grezzo. Nel 1768 lui e John Kay, un orologiaio, si trasferirono nel centro tessile di Nottingham. Nel 1769 brevettò un telaio ad acqua, una macchina che produsse un'importante svolta nella confezione dei fili di ordito, sostituendo con cilindri in legno e metallo le dita umane. Ciò rese possibile che da filati poco costosi fossero prodotti calicot a buon mercato, su cui si sarebbe basata la successiva espansione della grande industria del cotone.
Lewis Paul aveva inventato una macchina per la cardatura nel 1748. Richard Arkwright apportò miglioramenti alla macchina e nel 1775 prese un brevetto per un nuovo macchinario per cardare, che convertiva batuffoli di cotone grezzo in un continuo di fibre di cotone, che avrebbe poi potuto essere filato. Avendo bisogno di più capitale per espandersi, Arkwright collaborò con Jedediah Strutt e Samuel Need, ricchi produttori di maglieria, che erano membri della corrente degli anticonformisti nella Chiesa anglicana. Nel 1771 i partner costruirono il primo mulino ad acqua a Cromford che sfruttava la forza idraulica e utilizzava manodopera qualificata. Arkwright spese dodicimila sterline per perfezionare la sua macchina, che conteneva "manovella e pettine" per la rimozione degli scarti del cotone dalla macchina che cardava. Arkwright aveva meccanizzato tutti i processi di preparazione e di filatura, e cominciò a fondare cotonifici ad acqua anche in luoghi lontani come la Scozia. Il suo successo incoraggiò molti altri a imitarlo, così ebbe grandi difficoltà a far rispettare il brevetto, che gli fu concesso nel 1775. Il suo filatoio fu un importante progresso tecnico rispetto alla giannetta di James Hargreaves.
Dopo questo, Arkwright tornò a casa sua e prese in contratto di locazione il mulino Birkacre a Chorley, che costituì un catalizzatore per la crescita del luogo verso l'essere una delle città più importanti e industrializzati della rivoluzione industriale.
Dal 1774 la ditta impiegava 600 lavoratori e nei seguenti cinque anni si espanse in nuovi luoghi. Fu invitato in Scozia, dove contribuì a fondare la moderna industria del cotone. Nel 1779, durante le sommosse contro le macchine portate avanti dai luddisti un suo nuovo grande mulino a Birkacre, Lancashire fu distrutto.
Arkwright nel 1775 aveva ottenuto il brevetto che copriva gran parte dei molti processi industriali nella lavorazione del cotone, e sperava che ciò gli avrebbe dato un potere di monopolio da sfruttare nella rapida crescita del settore. Invece la pubblica opinione del Lancashire era stato aspramente ostile ai suoi brevetti esclusivi tant'è che nel 1781 Arkwright provò, fallendo, a difendere il suo monopolio sui brevetti del 1775. Il caso si trascinò in tribunale per altri anni e alla fine si risolse ancora una volta contro di lui nel 1785, sulla base del fatto che i brevetti erano troppo vaghi e che aveva sottratto idee ad Highs Thomas, il quale a sua volta aveva inventato un telaio simile alla giannetta. Alla base di questo c'era il fatto che l'orologiaio Kay, a cui era stato commissionato da Highs un modello in metallo della sua invenzione, aveva dato il disegno ad Arkwright, che allora era in affari con lui.

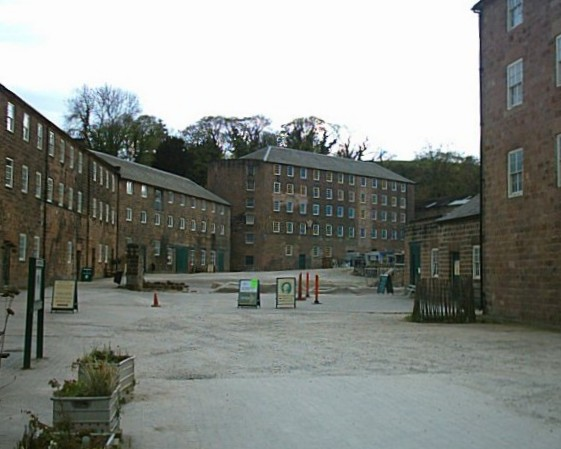
Il mulino di Cromford

Nel 1777 prese in affitto il Mulino Haarlem a Wirksworth, in Derbyshire dove installò il primo motore a vapore da utilizzare in un cotonificio, anche se questo venne utilizzato per riempire la gora che spingeva la ruota del mulino, piuttosto che per muovere direttamente i macchinari.
Arkwright creò anche un altro stabilimento, Masson Mill, in mattoni rossi, il che era costoso in quel periodo. Dalla metà degli anni Ottanta Arkwright perse molti dei suoi brevetti quando i tribunali stabilirono che erano essenzialmente copie del suo precedente lavoro. Nonostante questo, fu nominato cavaliere nel 1786 e High Sheriff of Derbyshire nel 1787.
Gran parte della sua fortuna derivava dalle licenze sui suoi diritti intellettuali: circa 30.000 persone erano impiegate nel 1785 in fabbriche che utilizzano i brevetti di Arkwright. Morì a Willersley Castle, la villa che aveva costruito con vista sui suoi mulini di Cromford, il 3 agosto 1792, a 59 anni, lasciando una fortuna di mezzo milione di sterline. Fu sepolto nella chiesa di St. Giles a Matlock. I suoi resti furono poi trasferiti alla Chiesa di Santa Maria a Cromford.